# مسیه ۴۷
مسیه ۴۷(به انگلیسی: Messier 47) یا ان‌جی‌سی ۲۴۲۲ یک خوشه ستاره‌ای باز در صورت فلکی کشتی دم است که فاصله آن از زمین هزار و ششصد سال نوری و قدر ظاهری آن ۴.۵ است.